# Annie Wersching
Annie Wersching   (Saint Louis, 28 de març de 1977 - Los Angeles, 29 de gener de 2023) va ser una actriu estatunidenca que va aparèixer a la telenovel·la General Hospital. També és coneguda per haver interpretat l'agent de l'FBI Renee Walker a la sèrie de televisió 24.

## Biografia
Wersching va néixer i fou criada a Saint Louis, Missouri. Wersching va cursar secundària al col·legi Crossroads College Prep. Quan era jove va practicar danses irlandeses. Wersching és llicenciada en belles arts i especialitzada en teatre musical per la Universitat Millikin el 1999.
Annie començà la seva carrera d'actuació amb una aparició com a convidada al programa Star Trek: Enterprise, i passà a ésser la protagonista en sèries com Charmed, Killer Instinct, Supernatural i Cold Case. El 15 de febrer del 2007 començà a filmar el paper recurrent d'Amelia Joffe a la telenovel·la d'ABC Daytime General Hospital, sent la seva primera aparició a l'aire el vuit de març. També ha treballat en teatres com: Victor Gardens, Marriott Lincolnshire, Utah Shakespearean Festival. Es traslladà a Los Angeles, Califòrnia, el 2001. Annie deixà General Hospital el novembre del 2007.
Wersching està interpretant Renee Walker a la setena temporada de la sèrie televisiva 24, una agent de l'FBI en una "relació contradictòria amb Jack Bauer".
A mitjans del 2020 li fou diagnosticat un càncer, tot i que va continuar actuant. Va morir a Los Angeles el 29 de gener de 2023.